# كوينسي إم إي
كوينسي إم إي (بالإنجليزية: Quincy ME)‏ ويسمى أيضا كوينسي، هو سلسلة تلفزيونية أمريكية من إنتاج يونيفرسال ستوديوز والتي بثت من 3 أكتوبر 1976، إلى 5 سبتمبر 1983، على إن بي سي. ولعب فيها جاك كلوغمان في دور البطولة، كطبيب شرعي في مقاطعة لوس أنجلوس.

## روابط خارجية
- كوينسي إم إي على موقع IMDb (الإنجليزية)
- كوينسي إم إي على موقع الموسوعة البريطانية (الإنجليزية)
- كوينسي إم إي على موقع روتن توميتوز (الإنجليزية)
- كوينسي إم إي على موقع كينوبويسك (الروسية)
- كوينسي إم إي على موقع ألو سيني (الفرنسية)
- كوينسي إم إي على موقع قاعدة بيانات الفيلم (الإنجليزية)